# Henri Bréchu
Henri Bréchu (Gap, 1º dicembre 1947) è un ex sciatore alpino francese.

## Biografia
Specialista delle prove tecniche nato a Gap ma originario di Serre Chevalier, Henri Bréchu in Coppa del Mondo esordì il 16 febbraio 1969 a Kranjska Gora in slalom gigante (23º), ottenne il primo piazzamento a punti l'11 dicembre dello stesso anno a Val-d'Isère in slalom gigante (9º), salì per la prima volta sul podio l'11 gennaio 1970 a Wengen in slalom speciale (3º dietro al connazionale Patrick Russel e allo svizzero Dumeng Giovanoli) e conquistò l'unica vittoria di carriera il 31 gennaio seguente nella medesima specialità sull'impegnativo tracciato 3-Tre di Madonna di Campiglio.
In Coppa del Mondo ottenne in slalom speciale l'ultimo podio, il 15 marzo 1970 a Voss (3º alle spalle dei connazionali Patrick Russel e Jean-Noël Augert), e l'ultimo piazzamento a punti, il 14 marzo 1971 a Åre (6º). Nel 1973 partecipò alla contestazione contro i responsabili tecnici della nazionale francese assieme ad altri atleti di primo piano della squadra maschile e la Federazione sciistica della Francia reagì mettendoli fuori squadra; si congedò dalle competizioni in occasione dello slalom speciale di Coppa del Mondo disputato il 27 gennaio 1974 a Kitzbühel, chiuso da Bréchu al 17º posto. Non prese parte a rassegne olimpiche o iridate.

## Palmarès

### Coppa del Mondo
- Miglior piazzamento in classifica generale: 11º nel 1970
- 5 podi (tutti in slalom speciale):
  - 1 vittoria
  - 1 secondo posto
  - 3 terzi posti

#### Coppa del Mondo - vittorie
| Data            | Località             | Paese  | Specialità |
| --------------- | -------------------- | ------ | ---------- |
| 31 gennaio 1970 | Madonna di Campiglio | Italia | SL         |

Legenda:

SL = slalom speciale